# Мар'янівка (Чорноострівська селищна громада)
Мар'я́нівка — село в Україні, у Чорноострівській селищній територіальній громаді Хмельницького району Хмельницької області. Населення становить 1790 осіб.

## Історія
7 (20) листопада 1917 року, відповідно до Третього Універсалу Української Центральної Ради, увійшло до складу Української Народної Республіки.

## Населення

### Мова
Розподіл населення за рідною мовою за даними перепису 2001 року:
| Мова            | Кількість | Відсоток |
| --------------- | --------- | -------- |
| українська      | 1752      | 97.88%   |
| російська       | 34        | 1.90%    |
| білоруська      | 1         | 0.06%    |
| румунська       | 1         | 0.06%    |
| інші/не вказали | 2         | 0.10%    |
| Усього          | 1790      | 100%     |

## Народилися
- Микола Березюк (псевдо: «Морозенко») — командир сотні УПА «Хорти».

## Галерея

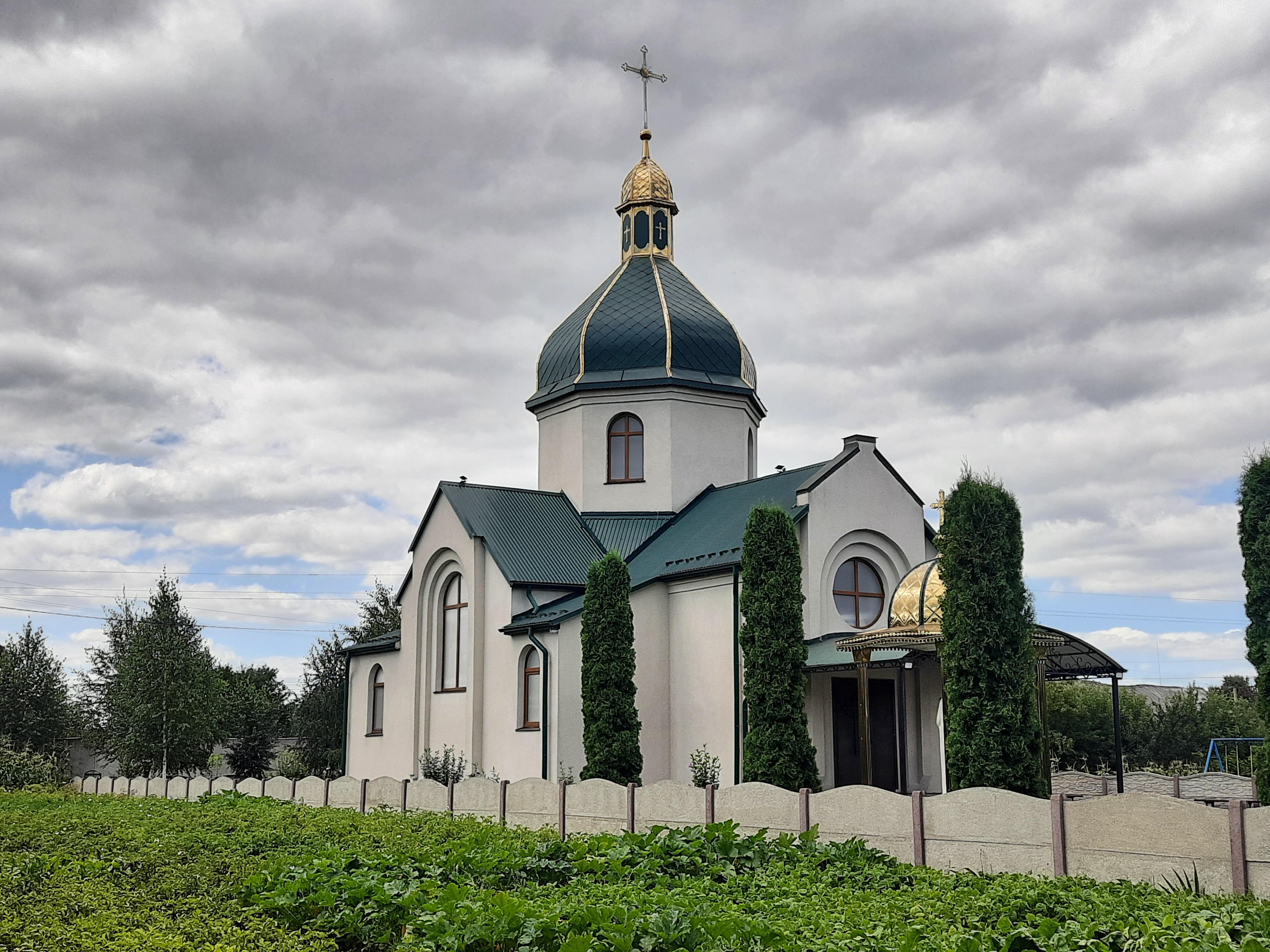
Сільська церква
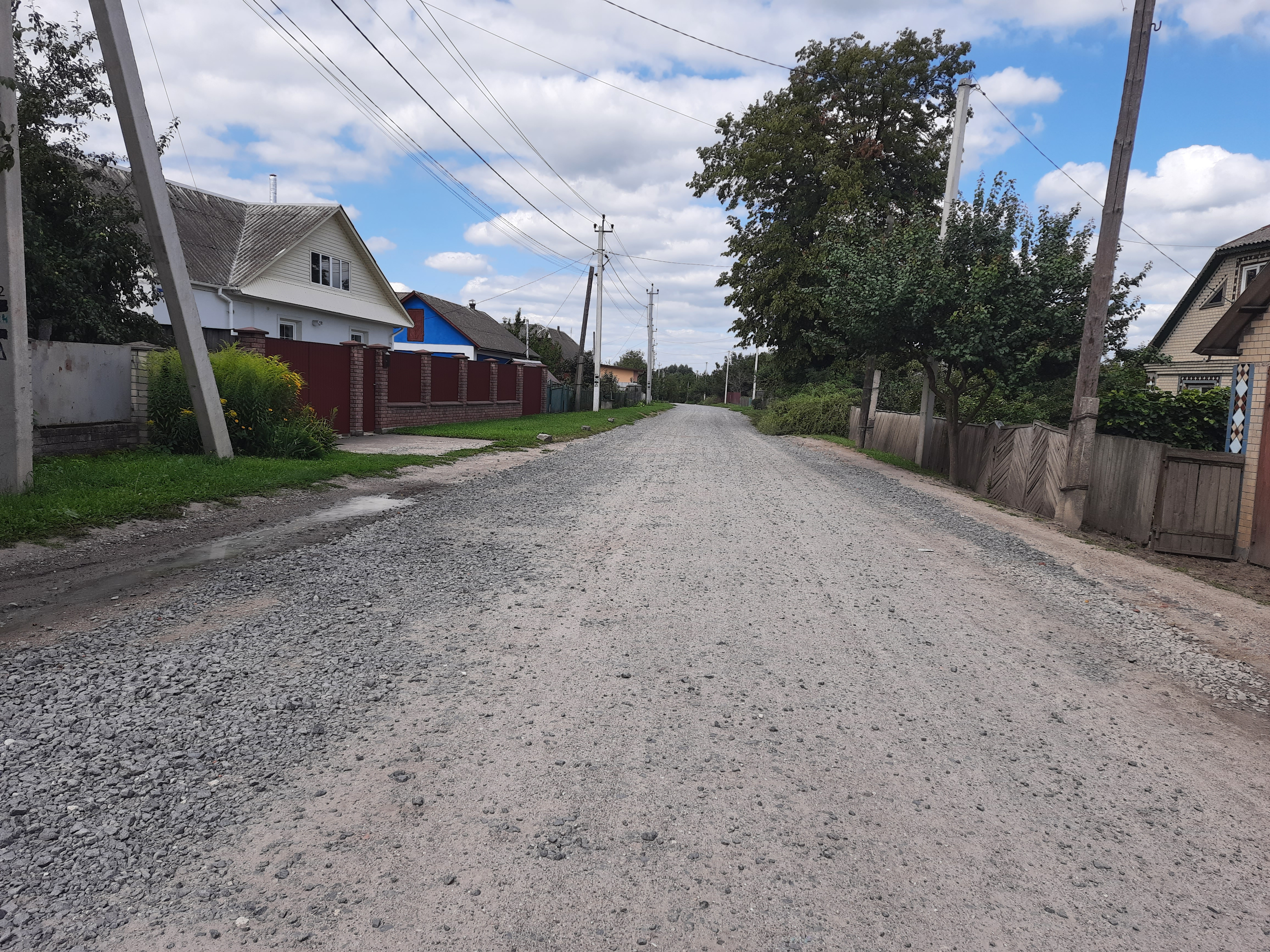
Сільська вулиця
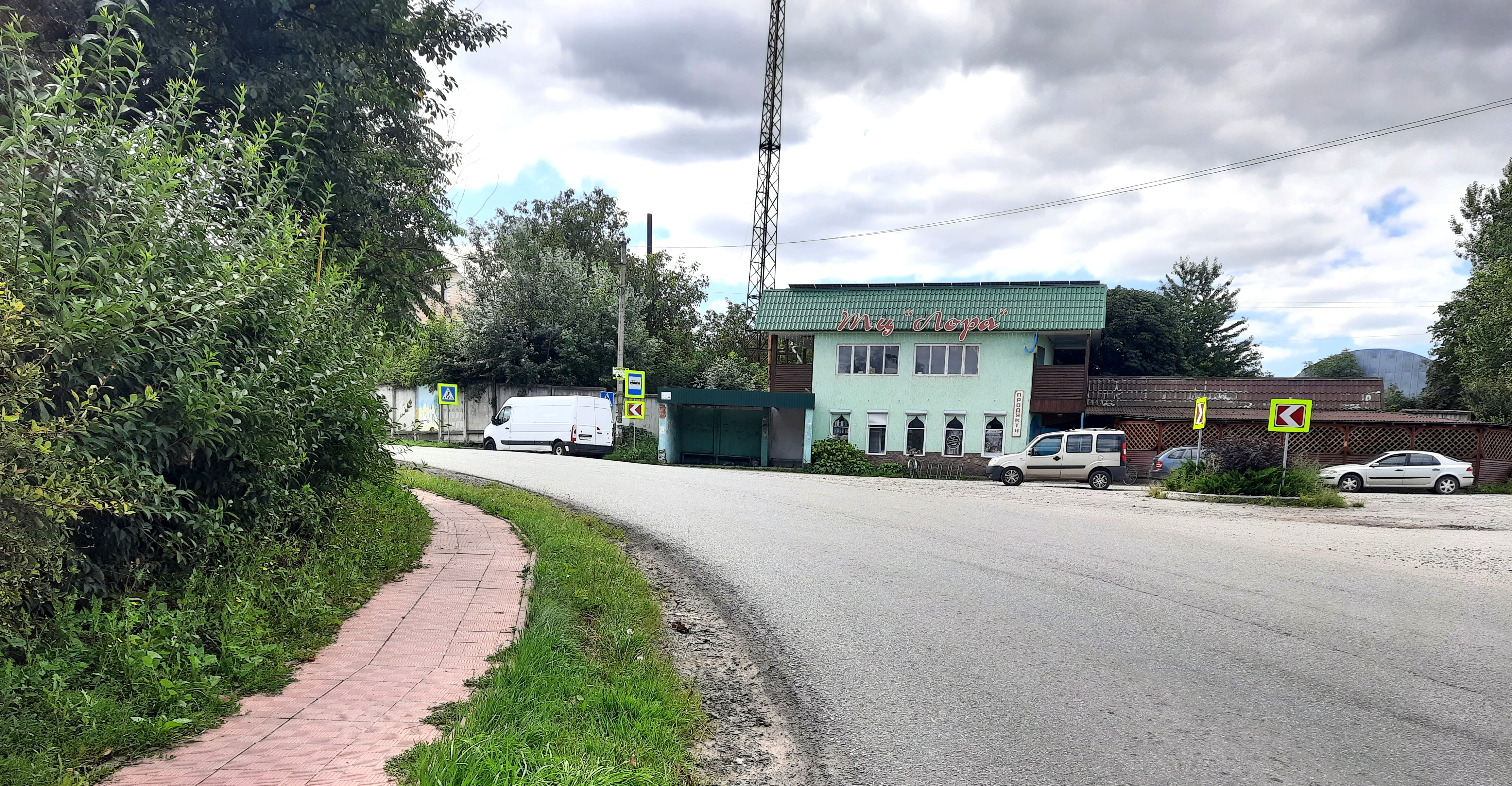
Крамниця
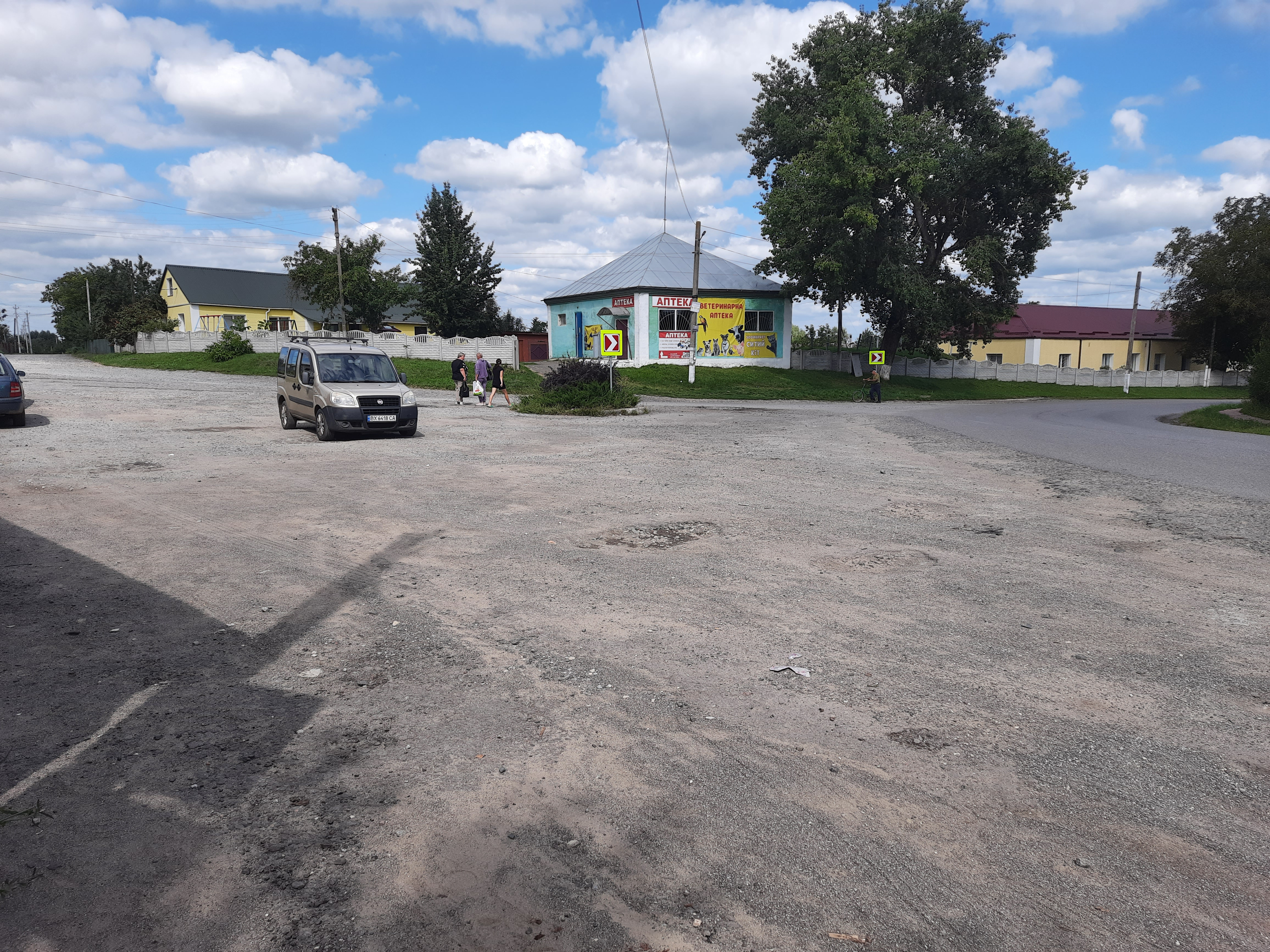
В центрі села